# Čekalin
Čekalin è una città della Russia europea centrale (oblast' di Tula). Appartiene amministrativamente al rajon Suvorovskij.
Sorge nell'estrema parte occidentale della oblast', sulla sponda sinistra della Oka, 106 chilometri ad ovest del capoluogo Tula.